# Baltimora (band)
Baltimora was een Italiaanse Italodisco-band gevormd door de Noord-Ierse zanger/frontman Jimmy McShane (23 mei 1957 - 29 maart 1995) en schrijvers Maurizio Bassi en Naimy Hackett.
Baltimora is vooral bekend geworden door hun hit Tarzan Boy, die in Nederland op vrijdag 19 juli 1985 Veronica Alarmschijf was op Hilversum 3. De plaat werd in Nederland in de zomer van 1985 een nummer 1-hit in zowel de Nederlandse Top 40, Nationale Hitparade als de TROS Top 50. Ook in de destijds pan-Europese hitlijst, de TROS Europarade, werd de nummer 1-positie behaald.
Ook in België werd de plaat een nummer 1-hit in beide Vlaamse hitlijsten. Verder werd de plaat een grote hit in landen als het Verenigd Koninkrijk en Duitsland (no. 3), de Verenigde Staten (no. 13), Canada (no. 5) en Australië (no. 16). Een remix van de plaat werd gebruikt in de soundtrack van het derde deel van de film Teenage Mutant Ninja Turtles.
De Noord-Ierse zanger van de band, Jimmy McShane, overleed op 29 maart 1995 aan de gevolgen van aids.